# Списак министара унутрашњих послова Југославије
Министарство унутрашњих послова Југославије се односи на министарство унутрашњих послова која је била одговорна за ентеријер Краљевине Југославије од 1918 до 1945 и комунистичке СФРЈ од 1945. до 1992. Он такође може да се односи на Министарство унутрашњих послова СРЈ између 1992 и 2003 (званично назван Србија и Црна Гора 2003-2006).

## Списак министара

### Министар унутрашњих дела Краљевине СХС/Југославије (1918—1945)
| Име и презиме                 | Слика | Странка                                                              | Почетак мандата    | Крај мандата           | Датум рођења и смрти | Белешке                                 |
| ----------------------------- | ----- | -------------------------------------------------------------------- | ------------------ | ---------------------- | -------------------- | --------------------------------------- |
| Марко Трифковић               |       | Народна радикална странка                                            | 1. децембар 1918.  | 20. децембар 1918.     | 1864–1928            |                                         |
| Светозар Прибићевић           |       | Демократска странка (Југославија)                                    | 20. децембар 1918. | 19. фебруар 1920.      | 1875–1936            |                                         |
| Марко Трифковић               |       | Народна радикална странка                                            | 19. фебруар 1920.  | 16. мај 1920.          | 1864–1928            |                                         |
| Љубомир Давидовић             |       | Демократска странка (Југославија)                                    | 16. мај 1920.      | 1. јануар 1921.        | 1863–1940            |                                         |
| Милорад Драшковић             |       | Демократска странка (Југославија)                                    | 1. јануар 1921.    | 21. јул 1921, (убијен) | 1873–1921            |                                         |
| Светозар Прибићевић           |       | Демократска странка (Југославија)                                    | 21. јул 1921.      | 24. децембар 1921.     | 1875–1936            |                                         |
| Војислав Маринковић           |       | Демократска странка (Југославија)                                    | 24. децембар 1921. | 24. јун 1922.          | 1876–1935            |                                         |
| Коста Кумануди                |       |                                                                      | 1922.              | 14. август 1922.       | 1874–1962            | Заступник                               |
| Коста Тимотијевић             |       |                                                                      | 1922.              | 1922.                  | 1870–1939            |                                         |
| Милорад Вујичић               |       | Народна радикална странка                                            | 17. децембар 1922. | 27. март 1924.         | 1869–1936            |                                         |
| Милан Сршкић                  |       | Народна радикална странка                                            | 27. март 1924.     | 28. јул 1924.          | 1880–1937            |                                         |
| Настас Петровић               |       | Народна радикална странка                                            | 28. јул 1924.      | 6. новембар 1924.      | 1867–1928            |                                         |
| Божидар Максимовић            |       | Народна радикална странка                                            | 6. новембар 1924.  | 17. април 1927.        | 1886–1969            |                                         |
| Велимир Вукићевић             |       | Народна радикална странка                                            | 17. април 1927.    | 13. јануар 1928.       | 1871–1930            |                                         |
| Чедомир Радовић               |       |                                                                      | 13. јануар 1928.   | 23. фебруар 1928.      |                      |                                         |
| Антон Корошец                 |       | Словеначка народна странка                                           | 28. фебруар 1928.  | 7. јануар 1929.        | 1872–1940            |                                         |
| Петар Живковић                |       |                                                                      | 7. јануар 1929.    | 5. јануар 1932.        | 1879–1953            |                                         |
| Милан Сршкић                  |       | Југословенска национална странка                                     | 5. јануар 1932.    | 11. јул 1932.          | 1880–1937            |                                         |
| Живојин Лазић                 |       | Југословенска национална странка                                     | 11. јул 1932.      | 22. децембар 1934.     | 1876–1958            |                                         |
| Велимир Поповић               |       | Југословенска национална странка / Југословенска радикална заједница | 22. децембар 1934. | 24. јун 1935.          |                      |                                         |
| Антон Корошец                 |       | Југословенска радикална заједница                                    | 24. јун 1935.      | 21. децембар 1938.     | 1872–1940            |                                         |
| Милан Аћимовић                |       | Југословенска радикална заједница                                    | 21. децембар 1938. | 5. фебруар 1939.       | 1898–1945            |                                         |
| Драгиша Цветковић             |       | Југословенска радикална заједница                                    | 5. фебруар 1939.   | 26. август 1939.       | 1893–1969            | Прва влада Драгише Цветковића           |
| Станоје Михалџић              |       | Југословенска радикална заједница                                    | 26. август 1939.   | 12. јул 1940.          |                      | Друга влада Драгише Цветковића          |
| Драгиша Цветковић             |       | Југословенска радикална заједница                                    | 12. јул 1940.      | 27. март 1941.         | 1893–1969            | Друга влада Драгише Цветковића          |
| Срђан Будисављевић (у егзилу) |       | Самостална демократска странка                                       | 27. март 1941.     | 21. август 1941.       | 1883–1968            | Влада Душана Симовића                   |
| Душан Симовић (у егзилу)      |       |                                                                      | 21. август 1941.   | 11. јануар 1942.       | 1882–1962            | Влада Душана Симовића                   |
| Слободан Јовановић (у егзилу) |       | Непартијска личност                                                  | 12. јануар 1942.   | 26. јун 1943.          | 1869–1958            | Прва и Друга влада Слободана Јовановића |
| Милош Трифуновић (у егзилу)   |       | Народна радикална странка                                            | 26. јун 1943.      | 10. август 1943.       | 1871–1957            | Влада Милоша Трифуновића                |
| Владета Милићевић (у егзилу)  |       | Непартијска личност                                                  | 10. август 1943.   | 8. јул 1944.           | 1898–1969            | Влада Божидара Пурића                   |
| Сава Косановић (у егзилу)     |       | Самостална демократска странка                                       | 8. јул 1944.       | 7. март 1945.          | 1894–1956            | Прва и Друга влада Ивана Шубашића       |

### ДФ/ФНР/СФР Југославија (1945—1992)
| Име и презиме             | Слика         | Странка                                                                 | Почетак мандата   | Крај мандата      | Датум рођења и смрти |
| ------------------------- | ------------- | ----------------------------------------------------------------------- | ----------------- | ----------------- | -------------------- |
| Влада Зечевић             | Влада Зечевић | Комунистичка партија Југославије (КПЈ)                                  | 7. март 1945.     | 2. фебруар 1946.  | 1903–1970            |
| Александар Ранковић       |               | Комунистичка партија Југославије (КПЈ)                                  | 2. фебруар 1946.  | 14. јануар 1953.  | 1909–1983            |
| Светислав Стефановић Ћећа |               | Савез комуниста Југославије (СКЈ)                                       | 14. јануар 1953.  | 18. април 1963.   | 1910–1980            |
| Војин Лукић               |               | Савез комуниста Југославије (СКЈ)                                       | 18. април 1963.   | 12. март 1965.    | 1919–1997            |
| Милан Мишковић            |               | Савез комуниста Југославије (СКЈ)                                       | 12. март 1965.    | 18. мај 1967.     | 1918–1978            |
| Радован Стијачић          |               | Савез комуниста Југославије (СКЈ)                                       | 18. мај 1967.     | 30. јул 1971.     | 1918–1988            |
| Џемал Биједић             |               | Савез комуниста Југославије (СКЈ)                                       | 30. јул 1971.     | 3. децембар 1971. | 1917–1977            |
| Лука Бановић              |               | Савез комуниста Југославије (СКЈ)                                       | 3. децембар 1971. | 17. мај 1974.     | 1926–2006            |
| Фрањо Херљевић            |               | Савез комуниста Југославије (СКЈ)                                       | 17. мај 1974.     | 16. мај 1982.     | 1915–1998            |
| Стане Доланц              |               | Савез комуниста Југославије (СКЈ)                                       | 16. мај 1982.     | 15. мај 1984.     | 1925–1999            |
| Доброслав Ћулафић         |               | Савез комуниста Југославије (СКЈ)                                       | 15. мај 1984.     | 16. мај 1989.     | 1926–2011            |
| Петар Грачанин            |               | Савез комуниста Југославије (СКЈ) / Социјалистичка партија Србије (СПС) | 16. мај 1989.     | 14. јул 1992.     | 1923–2004            |

### СР Југославија (1992—2003)
| Име и презиме     | Слика | Странка                                   | Почетак мандата      | Крај мандата        | Датум рођења и смрти | Белешке                                    |
| ----------------- | ----- | ----------------------------------------- | -------------------- | ------------------- | -------------------- | ------------------------------------------ |
| Павле Булатовић   |       | Демократска партија социјалиста Црне Горе | 14. јул 1992.        | 2. март 1993.       | 1948–2000            |                                            |
| Ђорђе Благојевић  |       |                                           | 2. март 1993.        | 15. септембар 1994. | 1933–2013            |                                            |
| Вукашин Јокановић |       | Социјалистичка партија Србије             | 15. семптембар 1994. | 20. март 1997.      | 1939–2022            |                                            |
| Зоран Соколовић   |       | Социјалистичка партија Србије             | 20. март 1997.       | 4. новембар 2000.   | 1938–2001            |                                            |
| Зоран Живковић    |       | Демократска странка                       | 4. новембар 2000.    | 17. март 2003.      | 1960–                | Влада Зорана Жижића и Влада Драгише Пешића |